# Oktakarbonyl dikobaltu
Oktakarbonyl dikobaltu je organokovová sloučenina se vzorcem Co2(CO)8. Používá se jako reagent a katalyzátor v organokovové chemii a organické syntéze. Každá molekula sestává ze dvou atomů kobaltu, které jsou vázané k osmi karbonylovým ligandům, díky tomu je známo více strukturních izomerů. Některé karbonylové ligandy jsou velmi labilní. Sloučenina ochotně reaguje s alkyny a proto se někdy využívá jako chránící skupina.

## Syntéza, struktura a vlastnosti
Oktakarbonyl dikobaltu je ve vysoce čistém stavu bílá pevná látka, ale častěji je zbarvený do oranžova. Je to tepelně nestabilní, pyroforická látka. Připravuje se vysokotlakou karbonylací kobaltnatých solí. Octan kobaltnatý je zahříván na teplotu 150–200 °C a reaguje se směsí vodíku a oxidu uhelnatého za tlaku 13,8–41,3 MPa.
2 Co(CH3CO2)2 + 8 CO + 2 H2 → Co2(CO)8 + 4 CH3COOH
Syntéza je zpravidla prováděna v přítomnosti kyanidu, který převádí kobaltnatou sůl na hexakyanokobaltnatan. Ten je následně vystaven působení oxidu uhelnatého za vzniku K[Co(CO)4], ten se zahřátím rozkládá na oktakarbonyl dikobaltu.
Lze jej připravit i přímou reakcí kobaltu s oxidem uhelnatým za teplot nad 250 °C a tlaku 20–30 MPa.
2 Co + 8 CO → Co2(CO)8
Je známo několik izomerů, všechny obsahují dva atomy kobaltu v oxidačním čísle 0 a osm karbonylových ligandů. Tyto ligandy mohou být jak terminální, tak můstkové, spojující oba kobalty. V roztoku pozorujeme rychlou chemickou rovnováhu:
Hlavní izomer (na obrázku vlevo) obsahuje dva můstkové karbonylové ligandy spojující atomy kobaltu a šest terminálních karbonylů. Vzorec tohoto izomeru lze zapsat jako (CO)3Co(μ-CO)2Co(CO)3 a má symetrii odpovídající bodové grupě C2v. Analýza vazebných poměrů ukazuje na nepřítomnost přímé vazby mezi atomy kobaltu.
Druhý izomer neobsahuje žádné můstkové karbonyly, ale pozorujeme u něj přímou vazbu mezi atomy kobaltu a osm terminálních karbonylů. Jeho symetrie je D4d a vzorec (CO)4Co-Co(CO)4.